# Магомедов, Шамиль Хасратович
Шамиль Хасратович Магомедов (18 мая 1986, Махачкала, ДАССР, СССР) — заслуженный тренер России, тренер двукратного Олимпийского чемпиона Олимпийских игр 2016 и Олимпийских игр 2020 по вольной борьбе Абдулрашида Садулаева, врач сборной республики Дагестан по вольной борьбе.

## Биография
Родился в 1986 году в Махачкале. С 1992 по 1998 год учился в средней школе № 18 города Махачкалы, с 1998 по 2002 — в Международном Дагестано-Турецком колледже г. Махачкалы.
С 2002 по 2008 год обучался в Дагестанской медицинской академии. С 2008 по 2009 год проходил интернатуру по специальности «Общая хирургия» в РКБ №2 города Махачкалы. С 2009 по 2011 прошёл ординатуру в Центральном институте травматологии и ортопедии в Москве.
С 2011 года является врачом сборной республики Дагестан по вольной борьбе и врачом школы имени Гамида Гамидова в Махачкале.
С 2015 года является тренером Абдулрашида Садулаева, под его руководством спортсмен выиграл два олимпийских золота, стал пятикратным чемпионом мира, четырехтактным чемпионом Европы , а также двукратным победителем Евроигр.
В 2020 году после победы Абдулрашида Садулаева на чемпионате мира Шамилю Магомедову было присвоено звание заслуженного тренера России.